# Yeferson Moreno
Yeferson Moreno Mosquera (ur. 16 stycznia 2004 w Apartadó) – kolumbijski piłkarz występujący na pozycji prawego obrońcy, od 2023 roku zawodnik Junior.